# Rhinecanthus verrucosus
Baliste Picasso
Espèce
Rhinecanthus verrucosus est une espèce de poisson osseux de la famille des Balistidés.